# Francisco de Avellaneda
Francisco de Avellaneda (1625 - 1684) fue un poeta y dramaturgo español del Siglo de Oro.

## Biografía
De familia alavesa, aparece como canónigo de la catedral de Osma en 1669.  Clérigo, poeta y censor, se conoce muy poco sobre su vida, a pesar de que alcanzó cierta notoriedad en su época como escritor dramático.  En 1660 estaba en Valladolid, porque con motivo de los festejos por el traslado de la imagen de la Virgen de la Soledad, en la correspondiente relación de sucesos, publicada en 1664, aparece su comedia El divino calabrés, escrita a medias con Juan de Matos Fragoso. Se especializó en comedias en colaboración, pero donde su talento se reveló magnífico fue en el teatro menor de entremeses, bailes y mojigangas, donde se mostró poseedor de una chocarrera y procaz vis cómica.

## Obras
Fue un interesante escritor de entremeses y otras piezas menores. Escribió varias piezas en colaboración con Sebastián de Villaviciosa (Cuantas veo tantas quiero, de 1661), con Juan de Matos Fragoso (El divino calabrés, San Francisco de Paula) y con ambos (La Corte en el valle, representada ante el rey en Valladolid en 1660, y Solo el piadoso es mi hijo, estrenada en Madrid en 1661).
Entre sus piezas breves teatrales, muchas de ellas mal atribuidas a otros autores —como Las casas de placer (atribuido a Calderón) o La boda de Juan Rana, que no es de Jerónimo de Cáncer y fue compuesto para el gran actor Cosme Pérez—, destacan Lo que es Madrid (donde se pasa revista a sus calles, como una especie de "La Gran Vía", especialmente de las menos recomendables), Los gansos (de burlas amorosas), El niño de la Rollona (donde el niño era encarnado por un niño corpulento y barbado, cargado de amuletos, babero y andador), El plenipapelier (representado en 1667 en la corte de Viena acompañado por la calderoniana Amado y aborrecido), El hidalgo de la Membrilla, representado en 1661 (que acompañó a El hijo del Sol, también de Pedro Calderón de la Barca); los bailes Las casas y El tabaco; las jácaras La Flores y el Zurdillo y La Rabilla, la mojiganga El titeretier, para la fiesta del martes de Carnaval de 1678 o la Loa por papeles para palacio.
Compuso también El capuchino escocés, Volverse el rayo en laurel y, sobre todo se ha llegado la música de Juan Hidalgo de la zarzuela mitológica escrita por Francisco de Avellaneda El templo de Palas, representada el 26 de julio de 1675 con motivo del santo de la reina madre Mariana de Austria, y que trata sobre la guerra entre los hijos de Edipo, Eteocles y Polinices. Se acompañó en esta ocasión de una loa, La flor del sol, un entremés, El triunfo del vellocino y una mojiganga, El mundi novi, escrito todo ello por el autor; todo el conjunto se publicó en Nápoles en 1675 también. En esta obra se intenta imitar el teatro mitológico de Pedro Calderón de la Barca.